# Junčevići
Junčevići (en serbe cyrillique : Јунчевићи) est un village de Serbie situé dans la municipalité de Prijepolje, district de Zlatibor. Au recensement de 2011, il comptait 233 habitants.

## Démographie
| 1948 | 1953 | 1961 | 1971 | 1981 | 1991 | 2002 | 2011 |
| ---- | ---- | ---- | ---- | ---- | ---- | ---- | ---- |
| 495  | 532  | 518  | 374  | 354  | 335  | 301  | 233  |

|  |